# Boncourt (Aisne)
Boncourt ist eine französische Gemeinde mit 270 Einwohnern (Stand 1. Januar 2022) im Département Aisne in der Region Hauts-de-France. Sie gehört zum Arrondissement Laon und zum Kanton Villeneuve-sur-Aisne.

## Lage
Die Gemeinde Boncourt liegt am Nordwestrand der Trockenen Champagne, 20 Kilometer östlich von Laon und ca. 50 Kilometer nördlich von Reims. Umgeben ist Boncourt von den Nachbargemeinden Clermont-les-Fermes im Norden, La Ville-aux-Bois-lès-Dizy im Nordosten, Dizy-le-Gros im Osten, Lappion im Süden, Sainte-Preuve im Westen sowie Bucy-lès-Pierrepont im Nordwesten.

## Bevölkerungsentwicklung
| Jahr                       | 1962 | 1968 | 1975 | 1982 | 1990 | 1999 | 2011 | 2021 |
| -------------------------- | ---- | ---- | ---- | ---- | ---- | ---- | ---- | ---- |
| Einwohner                  | 332  | 290  | 233  | 232  | 237  | 225  | 254  | 265  |
| Quellen: Cassini und INSEE |      |      |      |      |      |      |      |      |

## Sehenswürdigkeiten
- Kirche Saint-Jean-Baptiste
- Kapelle Saint-Jean-Baptiste im Ortsteil Saint-Acquaire

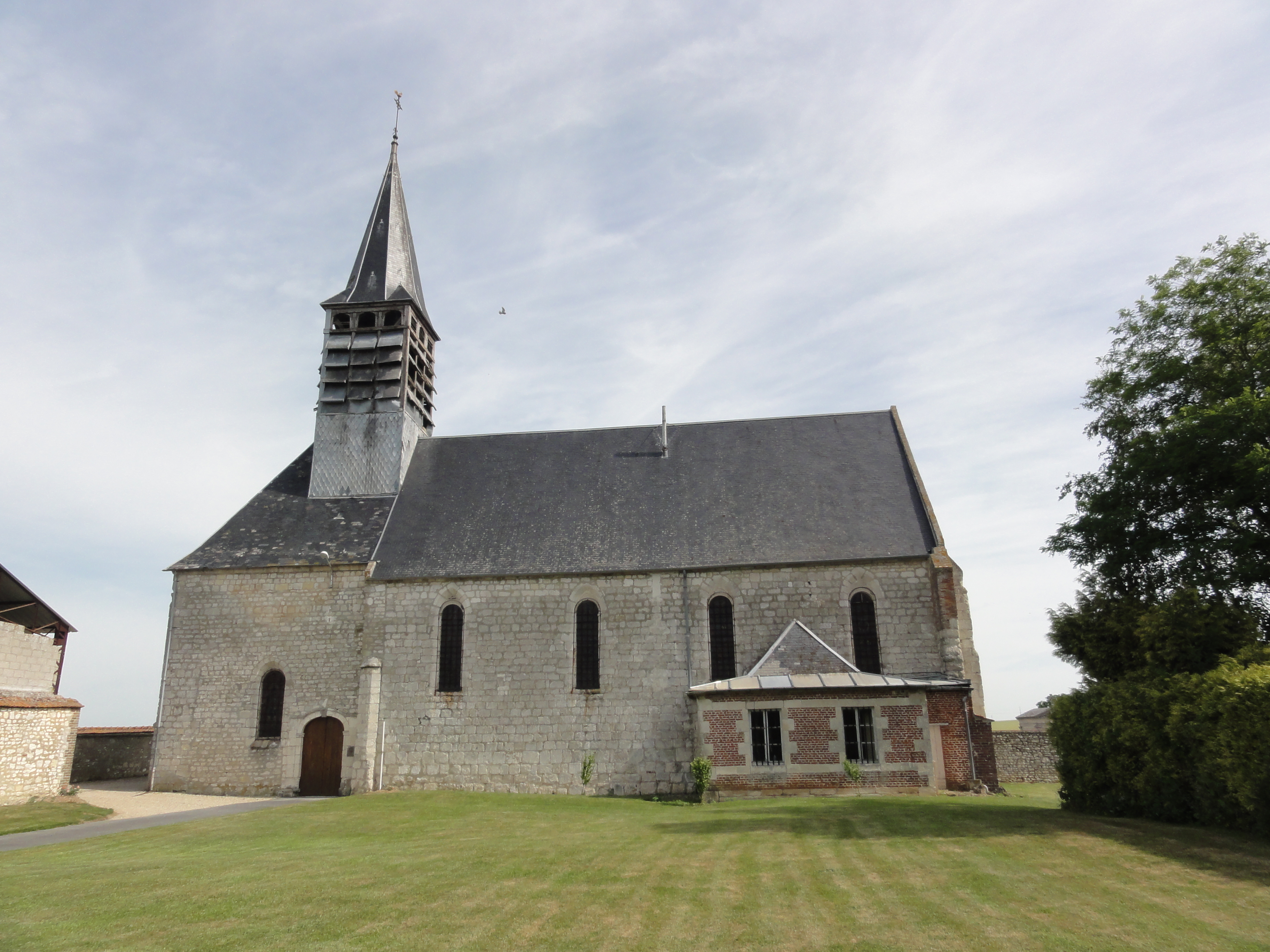
Kirche Saint-Jean-Baptiste
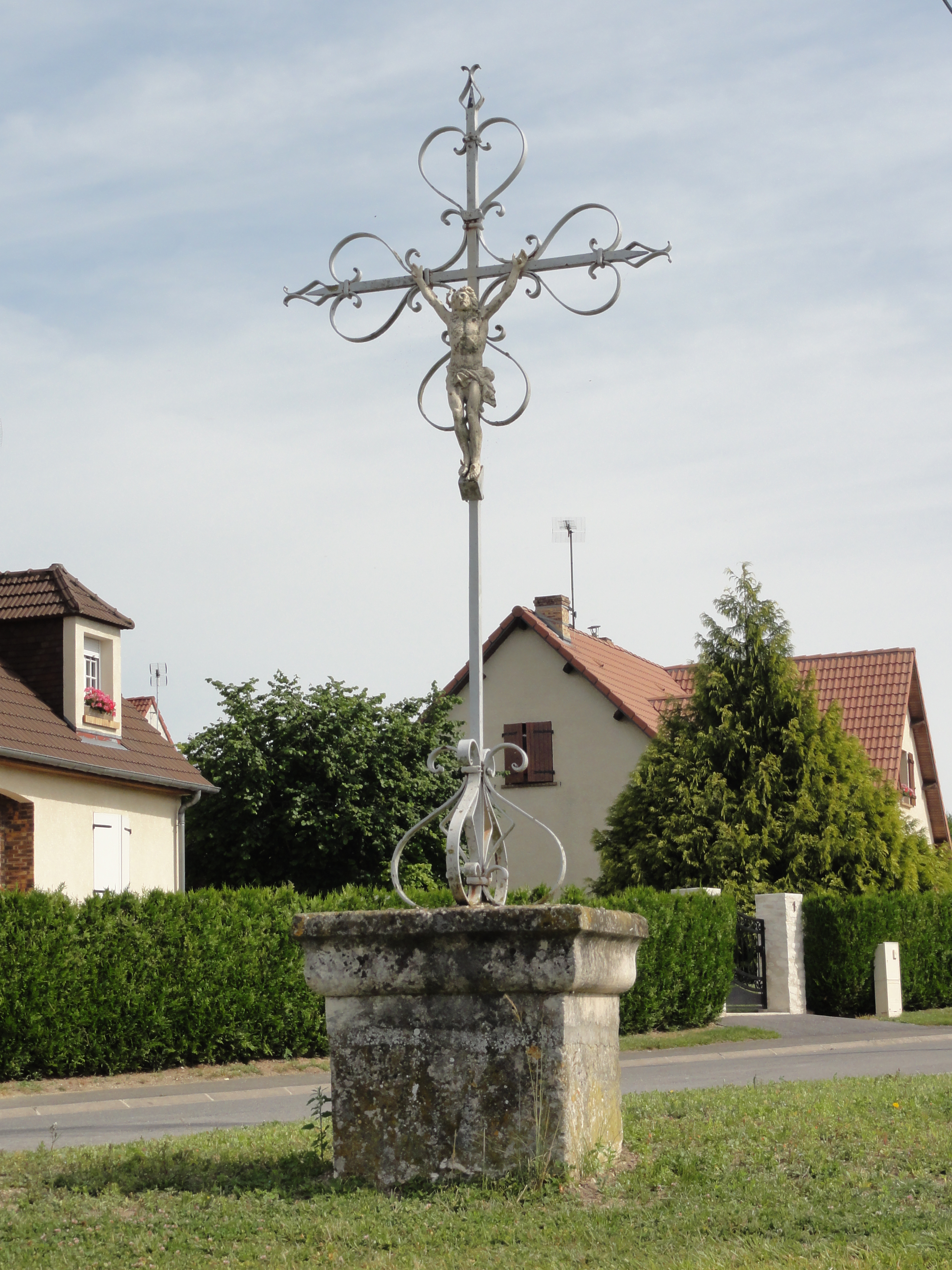
Flurkreuz
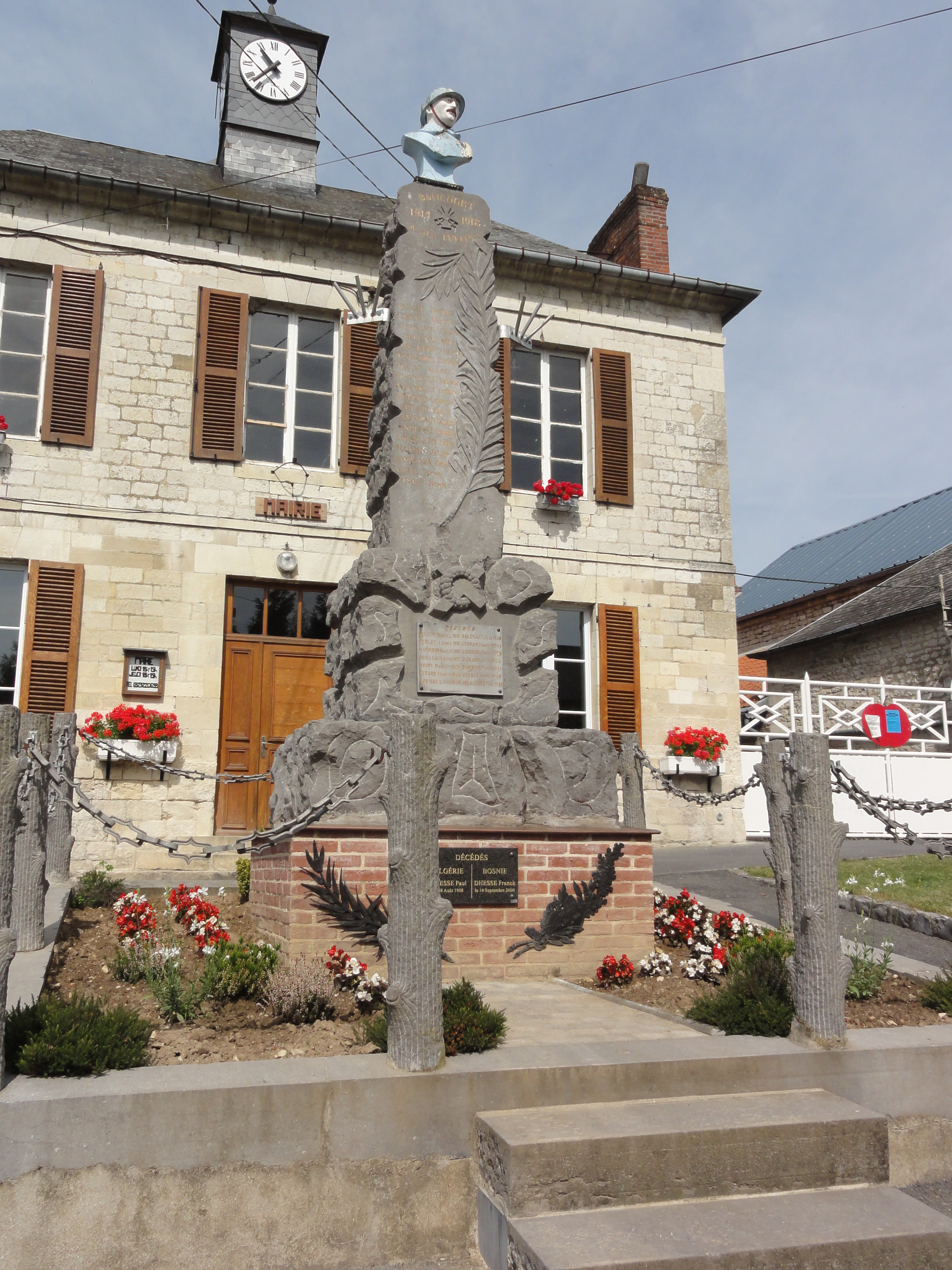
Gefallenendenkmal